# Gubernatorzy Kajmanów

Flaga gubernatora Kajmanów.

Gubernator Kajmanów reprezentuje brytyjską monarchię. Jest powoływany przez monarchę na wniosek brytyjskiego rządu. Jego główną rolą jest mianowanie szefa rządu Kajmanów.
Do 1962 Kajmany stanowiły dependencję Jamajki. W 1962 Jamajka uzyskała niepodległość i Kajmany zostały wówczas odrębnym brytyjskim terytorium zamorskim. Od 1959 na wyspach mianowany był administrator, a od 1971 gubernator.
Gubernator posiada własną flagę, przedstawiającą flagę Zjednoczonego Królestwa z herbem Kajmanów pośrodku.

## Lista administratorów
- Alan Hilliard Donald (1959 – 1960)
- Jack Rose (1960 – 1964)
- John Alfred Cumber (1964 – 1968)
- Athelstan Charles Ethelwold Long (1968 – 22 sierpnia 1971)

## Lista gubernatorów
- Kenneth Roy Crook (22 sierpnia 1971 – 1974)
- Thomas Russell (1974 – 1981)
- George Peter Lloyd (1982 – 1987)
- Alan James Scott (1987 – 1992)
- Michael Edward John Gore (1992 – 1995)
- John Wynne Owen (1995 – 1999)
- Peter Smith (5 maja 1999 – 9 maja 2002)
- James Ryan (9 maja 2002 – 29 maja 2002) (tymczasowo)
- Bruce Dinwiddy (29 maja 2002 – 28 października 2005)
- George A. McCarthy (28 października 2005 – 23 listopada 2005) (tymczasowo)
- Stuart Jack (23 listopada 2005 – 2 grudnia 2009)
- Donovan Ebanks (2 grudnia 2009 – 15 stycznia 2010) (tymczasowo)
- Duncan Taylor (15 stycznia 2010 – 7 sierpnia 2013)
- Helen Kilpatrick (6 września 2013 – 26 marca 2018)
- Anwar Choudhury (22 marca 2018 – 20 września 2018)